# EBiblio
eBiblio es un servicio que hace posible el préstamo de contenidos digitales a todos los usuarios con carné de las bibliotecas públicas. Se puede acceder a estos contenidos a través de diferentes dispositivos digitales: ordenadores personales, e-books, tabletas o teléfonos inteligentes. El servicio lo ha promovido el Ministerio de Cultura, en colaboración con las comunidades y ciudades autónomas que participan en el proyecto y en la actualidad ofrece la posibilidad de prestar libros electrónicos, publicaciones periódicas y audiolibros. Algunas comunidades incluyen también prensa diaria.

## Historia
La aparición de los e-books o libros electrónicos surgió en la década de los noventa. Con esto, apareció un nuevo reto para las bibliotecas en cuanto a los nuevos contenidos digitales.
Las bibliotecas de los Estados Unidos fueron las primeras en utilizar plataformas de préstamo de este tipo y las primeras impulsoras de plataformas de este tipo. Los primeros intentos para poner en marcha un servicio de préstamo de contenidos digitales en bibliotecas públicas se originaron en 2010.
Sobre 2011, el Ministerio de Cultura, a través de la subdirección general de coordinación bibliotecaria, llevó a cabo un proyecto basado en dos perspectivas. Por un lado, potenciar la popularización del uso de equipos de lectura y por otro, el uso de libros electrónicos en las Bibliotecas Públicas del Estado (BPE).[cita requerida]
A finales de ese año, el Ministerio adquirió 667 dispositivos de lectura (ereaders) con una colección de obras de dominio público, poniéndolas a disposición de varias BPE. El proyecto sirvió para familiarizarse con el uso de contenidos digitales en unidades de información como las bibliotecas. Fue también en 2011, cuando surgieron los primeros servicios de préstamo en bibliotecas de alcance autonómico y local. En 2013 el Ministerio de Educación, Cultura y Deporte decidió iniciar un proyecto de ámbito nacional que consiguiera dar un impulso definitivo a este tipo de préstamo en las bibliotecas públicas españolas, naciendo así eBiblio.[cita requerida]

## Proyecto
La Secretaría de Estado de Cultura del MECD contrató en 2013 por procedimiento abierto una garantía para la adquisición de licencias de uso de libros electrónicos para su préstamo, a través de bibliotecas públicas. Este contrato correspondía al desarrollo del Plan estratégico general 2012-2015.[cita requerida]
La plataforma se integra con los sistemas de gestión documental de las comunidades autónomas, en un servicio web que garantiza la protección de datos personales.[cita requerida]
eBiblio facilita el préstamo de licencias de contenidos digitales a los usuarios con carné de biblioteca. El coste del proyecto fue asumido íntegramente en 2014 por el MECD.[cita requerida]

## Servicio y requisitos de funcionamiento
En cuanto al servicio, es accesible 24 horas al día, 365 días al año. Requiere disponer de un dispositivo de lectura compatible con los formatos de publicación y acceso a internet, además de carné de biblioteca, así como correo electrónico.
Facilita el acceso en el catálogo de títulos para escogerlos para el préstamo en formato digital (ePUB y PDF), para ser leídos en cualquier dispositivo electrónico compatible. 
A través de la página web de eBiblio de cada comunidad el usuario puede navegar entre una variada oferta de contenidos o proceder a la busca de una obra por título, autor, materia, ISBN, etc. Una vez localizada la obra escogida, puede acceder a la información sobre la misma y conocer su disponibilidad (inmediata o en reserva).
Este servicio permite las opciones de devolución normal, rápida, renovación y cancelación de reserva. Respecto a la devolución, se dispone de un plazo de 21 días naturales. Una vez prestado, se permite restituir el préstamo en dos horas, sin consumir la licencia. Después de consumir los días de licencia, el libro electrónico deja de estar accesible en los dispositivos. Cada usuario obtiene una cuenta en la cual se le facilita el seguimiento de sus libros prestados y reservas.
Desde el 8 de octubre de 2015, ha habido algunos cambios en la plataforma tecnológica de préstamo de libros electrónicos con una app propia para Android y para iOS.

## Difusión
Después de su presentación en 2014, eBiblio se difundió a través de los medios de comunicación a nivel local, regional y nacional. En prensa, radio, televisión, así como en las redes sociales. Por otro lado, para ayudar a su difusión, la Subdirección General de Coordinación Bibliotecaria elaboró un video promocional.[cita requerida]